# ちんどん屋の天使
ちんどん屋の天使（ちんどんやのてんし）は、1958年（昭和33年）6月1日に大阪テレビ放送（OTV、のちの朝日放送テレビ）が放送したテレビドラマ。
日本のテレビドラマとして初めてビデオテープレコーダ（VTR）を使用した番組である。

## 概要
同年4月28日、OTVは米アンペックス社製の2インチVTRを日本で初めて導入した（アンペックスとしてもVTRの初の海外輸出となった。価格は当時の値段で2500万円だった。）。OTVでは性能評価を行った結果、十分実用的な番組制作に耐えるものと判断したため、これを利用した番組を制作するということで作られたのが本番組である。
「せっかくだから生放送では作れない内容にしよう」ということで、録画を利用した映像合成（光学合成）を行い主人公を一人二役とした番組が作られることになった。ただ制作は試行錯誤の連続で、主役のミヤコ蝶々曰く「二人が向かい合う場面でうまく画面が合わなかったりして撮り直しの連続でした」という。

## 主な出演者
- ミヤコ蝶々
- 南都雄二
- 柿木汰嘉子（柿木沙嘉子）
- 海老江寛

## 主なスタッフ
- 脚本：香住春吾
- 演出：庄野至[3]、吉村繁雄[4]